# Хвалинська культура
52°44′29″ пн. ш. 49°33′05″ сх. д. / 52.741254° пн. ш. 49.551376° сх. д.
Хвалинська культура (інші назви — протомогильна культура, іванівська) — культура середнього та нижнього Надволжя мідної доби. Назва від епономногої пам'ятки — великого ґрунтового могильника біля міста Хвалинськ на півночі Саратівської області. Відноситься до середньостогівсько-хвалинсько культурно-історичної спільноти.

## Пам'ятки
- Хвалинський могильник — невисокі пагорби коренної тераси правого берегу Волги, тепер під водами Саратівського водосовища.

Інші пам'ятки за археологом та роком відкриття:
- у Надволжі — Хлопковський могильник (Малов Н. М., 1982), Івановський могильник (Моргунова Н. Л., 1979), Хвалинський могильник-ІІ,
- стоянки у північному Надкаспії (Баринкін П. Л., Васильїв І. Б., 1985),
- відоме поховання у села Криволуччя у Самарській області (Гольмстен В. В., 1931),
- зруйнований могильник у села Іванівка в Оренбурзькій області,
- поселенські пам'ятки у сточищі річки Сок: Часниківська стоянка, Великоаківська стоянка, Лебяжинка-I, -IV, Гундоровське поселення.

## Поширення
Степ та лісостеп Надволжя, Надуралля від річки Урал ина сході до Волго-Дінського міжріччя на заході.

## Походження
У формуванні хвалинської культури приймали ранньоенеолітичні самарська та надкаспійська культури маріупольської культурно-історичної області.